# El Labrador (Metro de Quito)
El Labrador es una estación del Metro de Quito que funciona como terminal norte de la línea 1. El predio se encuentra en la parroquia La Concepción, al centro-norte de la ciudad de Quito, bajo la Estación multimodal El Labrador, entre las avenidas Amazonas e Isaac Albéniz, adyacente al extremo sur del parque Bicentenario. Recibe su nombre del monumento al labrador, que se levanta en la glorieta ubicada al sur de la estación, y por el que los quiteños conocen al sector circundante.

## Historia
El proceso de su construcción inició el 6 de julio de 2012, con la convocatoria al proceso licitorio para la primera fase constructiva de la línea 1, en la que se incluían las estaciones de La Magdalena y El Labrador; resultando ganadora la empresa española Acciona Infraestructuras. El 3 de marzo de 2013 la gerencia de cierre del Antiguo aeropuerto Mariscal Sucre hizo la entrega formal del terreno donde se construiría la estación multimodal de superficie y subterránea de la línea 1 del Metro en el norte de la ciudad, con lo que se empezó a ejecutar la obra. Luego de varios aplazamientos, se prevé la entrega de la obra, tanto subterránea como de superficie, para fines de 2014.

## Servicios
La estación cuenta con andenes laterales, cuatro accesos mediante escaleras fijas y mecánicas, ascensores adaptados para las personas con capacidades reducidas, salida de emergencia, vestíbulo, subestación eléctrica, un fondo de maniobras al final de la línea del tren. Se contempla la construcción de un edificio con sistemas de información y áreas de espera y circulación para la conexión de la parada subterránea con la estación multimodal de superficie, que brindará conexiones a los sistemas Metrobús-Q, BiciQuito y de autobuses público-privados.